# マリオン・ジマー・ブラッドリー
マリオン・ジマー・ブラッドリー（Marion Zimmer Bradley、1930年6月3日 - 1999年9月25日）は、アメリカの小説家、SF作家、ファンタジー作家、編集者。

## 活動と評価
歴史上の伝説に題材を採り女性主人公の視点から描くことで、男性本位や西欧キリスト教的な歴史通念・世界観とは異なる視点を提供する作品を書いていることで知られる。
代表作に『ダーコーヴァ年代記』『アヴァロンの霧』など。『アヴァロンの霧』でローカス賞ファンタジーノベル部門を受賞している。編集者でもあり、Marion Zimmer Bradley's Fantasy Magazineの編集などに携わった。
日本ではその多くが創元推理文庫またはハヤカワ文庫から刊行されているが、2019年現在その多くが絶版となっている。

### 性的虐待疑惑
死後の2014年、英紙ガーディアンにおいて、ブラッドリーの実娘らが親による性的虐待を告発した。ブラッドリーの夫、Walter H. BreenはSFファンダムの出身で、ファンダムにおける同性愛・男色ネタの擁護活動で知られていたが、1954年以降数々の児童性的虐待歴があった。これは1960年代のファンダムにおいてスキャンダルとなったことがあったが、ブラッドリーはそれを知っており、彼を擁護する立場を取っていた。両名は1964年に結婚した。Breenは1990年に13歳の少年に対する罪で10年の実刑判決を受け、最終的に1993年に獄中で死亡した。
3歳から12歳まで虐待を受けた実娘の告発によると、ブラッドリーは娘が父から受ける性的虐待を不問としたばかりでなく、「マリオンによる虐待はもっと酷く、彼女は冷酷で暴力的だった。彼女の性的志向は完全にイカれていたし、私以外にも被害者はいた」が「私の人生よりも彼女のフェミニスト作家としての名声、またファンの安寧は重要で、それらを傷付けたくなかったため今まで口を開かなった」とのことであった。 この結果、SF作家のコミュニティからもブラッドリーに対して多くの非難が寄せられ、彼女の名声は大きく傷つけられる事となった。これを受けた出版各社は相次いで、以後の彼女の作品の電子版の売り上げ等から関連団体への寄付を行うとの声明を出した。

## 作品一覧
- 『宇宙の秘密の扉』 The Door Through Space （久保書店QTブックス、1976年）

### ダーコーヴァ年代記
地球から遠く離れた惑星ダーコーヴァ ("Darkover") に不時着した人類と、そこに生まれた独自の文化の形成と崩壊を描く大河ドラマ的SF小説。『どちらかと言えばファンタジー』という評価もある。下記リストの他に、ブラッドリー自身の著作を含むアンソロジーが多数発表されている。日本でシリーズが邦訳される際に、翻訳プロデビュー（SF翻訳デビュー）となった若手の翻訳者ばかりで、多くが、その後の日本の英米SF翻訳の世界を支えるメンバーとなった。
| 原題                    | 発表年、注                                     | 訳書 (邦題、出版社、訳者、出版年) |
| ----------------------- | ---------------------------------------------- | --- |
| The Planet Savers       | 1958年                                         | 『惑星救出計画』 創元推理文庫 東京創元社（大森望訳、1986年) |
| The Sword of Aldones    | 1962年                                         | 『オルドーンの剣』創元推理文庫 (大森望訳、1987年） |
| The Bloody Sun          | 1964年、1979年改稿                             | 『宿命の赤き太陽』創元推理文庫（浅井修訳、1986年） |
| Star of Danger          | 1965年                                         | 『はるかなる地球帝国』創元推理文庫（阿部敏子・内田昌之訳、1986年） |
| Winds of Darkover       | 1970年                                         | 『炎の神シャーラ』 創元推理文庫（赤尾秀子訳、1987年） |
| The World Wreckers      | 1971年                                         | 『惑星壊滅サービス』 創元推理文庫（中村融訳、1987年） |
| Darkover Landfall       | 1972年                                         | 『ダーコーヴァ不時着』 創元推理文庫（細美遥子・宇井千史訳、1987年） |
| The Spell Sword         | 1974年                                         | 『カリスタの石』 創元推理文庫（阿部敏子訳、1987年） |
| The Heritage of Hastur  | 1975年                                         | 『ハスターの後継者 上/下』 創元推理文庫（古沢嘉通訳、1987年） |
| The Shattered Chain     | 1976年                                         | (日本語訳は第一部と第二部＆第三部が別タイトルで刊行されている。) - 『ドライ・タウンの虜囚』 - 創元推理文庫（中原尚哉訳、1987年） - 『ヘラーズの冬』 - 創元推理文庫（氷川玲子・宇井千史訳、1987年） |
| The Forbidden Tower     | 1977年                                         | 『禁断の塔 上/下』- 創元推理文庫（浅井修訳、1988年） |
| Stormqueen              | 1978年                                         | 『ストームクイーン 上/下』 創元推理文庫（中村融・内田昌之訳、1988年） |
| Two to Conquer          | 1980年                                         | 『キルガードの狼 上/下』 創元推理文庫（嶋田洋一訳、1988年） |
| Sharra's Exile          | 1981年（The Sword of Aldone の改訂版）         | （日本語訳は未公刊） |
| Hawkmistress            | 1982年                                         | 『ホークミストレス 上/下』 創元推理文庫（氷川玲子・中原尚哉訳、1988年） |
| Thendara House          | 1983年                                         | （日本語訳は未公刊） |
| City of Sorcery         | 1984年                                         | （日本語訳は未公刊） |
| The Heirs of Hammerfell | 1989年                                         | （日本語訳は未公刊） |
| Rediscovery             | 1993年、Mercedes Lackeyとの共著                | （日本語訳は未公刊） |
| Exile's Song            | 1996年、Adrienne Martine-Barnesとの共著        | （日本語訳は未公刊） |
| The Shadow Matrix       | 1998年、Adrienne Martine-Barnesとの共著        | （日本語訳は未公刊） |
| Traitor's Sun           | 1999年、Adrienne Martine-Barnesの著作          | （日本語訳は未公刊） |
| Fall of Neskaya         | 2001年、Marion Zimmer Bradley, Deborah J. Ross | （日本語訳は未公刊） |
| Zandru's Forge          | 2003年、Marion Zimmer Bradley, Deborah J. Ross | （日本語訳は未公刊） |
| Flame in Hali           | 2004年、Marion Zimmer Bradley, Deborah J. Ross | （日本語訳は未公刊） |
| The Alton Gift          | 2007年、Marion Zimmer Bradley, Deborah J. Ross | （日本語訳は未公刊） |
| Falcons of Narabedla    | 外伝（世界観を共有する作品）                   | 『ナラベドラの鷹』 創元推理文庫（宇川真実子訳、1987年） |
| The Door Through Space  | 外伝（世界観を共有する作品）                   | 『時空の扉を抜けて』 創元推理文庫（山本圭一訳、1987年） |

### アヴァロンの霧
アーサー王伝説をベースに、『妖精のモーゲン』の視点から物語を見つめ直したフェミニズムファンタジー小説。女性中心の土着信仰、新しい信仰に侵蝕されていく古い世界、と言う作者独特のモチーフを、地球上の伝承に題材を採ることでより明確に表現した作品。
1. 『異教の女王』 - ハヤカワ文庫（早川書房（以下同じ）、岩原明子訳、1988年）
2. 『宗主の妃』 - ハヤカワ文庫（岩原明子訳、1988年）
3. 『牡鹿王』 - ハヤカワ文庫（岩原明子訳、1988年）
4. 『円卓の騎士』 - ハヤカワ文庫（岩原明子訳、1989年）

### ファイアーブランド
トロイアの王の娘にして古代信仰の巫女、そしてアポロンの巫女でもある、王女カッサンドラーの半生と、トロイア戦争の終焉までを描くファンタジー小説。トロイ戦争の顛末と、女性主導の古代の大地信仰が失われていく様を描く。
1. 『太陽神の乙女』 - ハヤカワ文庫（岩原明子訳、1991年）
2. 『アプロディーテーの贈物』 - ハヤカワ文庫（岩原明子訳、1991年）
3. 『ポセイドーンの審判』 - ハヤカワ文庫（岩原明子訳、1991年）

### 聖なる森の家
1. 『白き手の巫女』 - ハヤカワ文庫（岩原明子訳、1994年）
2. 『竜と鷲の絆』 - ハヤカワ文庫（岩原明子訳、1994年）
3. 『希望と栄光の王国』 - ハヤカワ文庫（岩原明子訳、1995年）